# إنريكي كابريرا
إنريكي كابريرا (بالإسبانية: Enrique Cabrera)‏ (من مواليد بوثا ريكا دي إيدالغو، فيراكروث، 14 يوليو 1974)، نحات مكسيكي، اشتهر أيضاً بعمله كمرمم وموسيقي ومصور. زينت تماثيله مساحات متحف اللوفر ومتحف Art Shopping Paris ومتحف بيكاسو في أنتيب (فرنسا) ومتحف Mori Art في طوكيو (اليابان) ومتاحف Rockfeller و Meatpacking و Artbasel وكذلك متحف Hamptons Fine Art Fair (الولايات المتحدة الأمريكية)، من بين متاحف أخرى. بالإضافة إلى ذلك فإنه يتعاون بانتظام مع مؤسسات، من خلال مشاركاته البارزة كسفير في Scholas Ocurrentes للبابا فرانسيس وamfAR  واليونيسف ومؤسسة ريكي مارتين ومؤسسة إيبا لونغوريا وLes Couleurs Charity.
قام كابريرا Cabrera بالعديد من الترميمات الفنية في أجزاء مختلفة من العالم بالتعاون مع CENIDIAP (المركز الوطني لبحوث الفنون الجميلة) وINBA  (المعهد الوطني للفنون الجميلة)، وكلا المؤسستين في المكسيك. تم اختياره من قبل الحكومة الفرنسية في عام 2009 والمكسيك في عام 2010 لترميم بعض أهم الأعمال النحتية لتراثهما الوطني، واستخدم فيها تقنيات الترميم القديمة.
من بين مجموعاته، تبرز المجموعات التالية: الثلاثية Trilogía وبالماريوس Palmarius وألوان بالماريوس Palmarius Colors وألوان جمجمة ميامي Skull Miami Colors والحصان السريع Cavallo Veloce ونايا Naia والثور الذهبي El Toro de Oro والثور البلاتيني El Toro Platino ولا غران منثانا La Gran Manzana.
سافر عمله الشهير بالماريوس Palmarius إلى أكثر من 28 دولة، وكانت له مواسم في باريس وكان ودبي وروما وفلورنسا وطوكيو وميامي ونيويورك ولوس أنجلوس وغيرها. من جانبه، فإن تمثال لا غران منثانا La Gran Manzana هو المشروع الأساسي في الفن العام للقرن الحادي والعشرين، وتم ابداعه تكريماً لمدينة نيويورك بالتعاون مع شركة ميتسوي فوندوسان أمريكا Mitsui Fudosan America Inc.، أحد أهم مطوري العقارات في أمريكا، وهي إحدى شركات مجموعة ميتسوي جروبGrupo Mitsui  التي تعد أكبر مجموعة في اليابان. إن العمل هو أكبر تمثال تم تركيبه على الإطلاق.